# 廣本敏郎
廣本 敏郎（ひろもと としろう、1952年1月2日 - 2023年2月16日）は、日本の会計学者。一橋大学名誉教授。公認会計士・監査審査会会長。京都府出身。元公認会計士第二次試験委員。岡本清（一橋大学名誉教授）の弟子。元日本原価計算研究学会会長。1994年日本会計研究学会太田賞受賞。2023年従四位瑞宝中綬章。
なお、門下生（管理会計・原価計算のゼミナール出身者）として挽文子（一橋大学教授、検査官）、伊藤克容（成蹊大学教授）、諸藤裕美（立教大学経済学部教授）、伊藤彰浩（株式会社アクリート創業者、前代表取締役）、高橋伸彰（株式会社フィル・カンパニー創業者）などがいる。モルガン銀行日本代表を務めた藤巻健史（元参議院議員）はゼミの1年先輩。

## 学歴
- 1976年 一橋大学商学部卒業。
- 1981年 一橋大学大学院商学研究科博士後期課程単位取得。
- 1986年 スタンフォード大学及びハーバード大学へ留学（1988年まで）。
- 1993年 博士（商学）（一橋大学）の学位を取得。

## 職歴
- 1981年 一橋大学商学部専任講師。
- 1985年 一橋大学商学部助教授。
- 1993年 一橋大学商学部教授。
- 2009年 日本原価計算研究学会会長[6]。
- 2010年 公認会計士・監査審査会委員（常勤）、一橋大学退職。
- 2015年 一橋大学名誉教授。
- 2016年 公認会計士・監査審査会会長、関西大学商学部客員教授

他に松山大学理事や、東京大学・松山大学・東京工業大学・税務大学校・富士大学等で非常勤講師を務める。

## 著書

### 単著
- 『米国管理会計論発達史』森山書店、1993年
- 『工業簿記の基礎』税務経理協会、1996年
- 『原価計算論』中央経済社、1997年、2008年（第2版）、2015年（第3版、この版より挽文子と共著となる）

### 共著
- 『管理会計』（岡本清・尾畑裕・挽文子と共著）、2008年、中央経済社

### 編著
- 『ガイダンス企業会計』（山浦久司と）白桃書房
- 『検定簿記講義 1級原価計算』（岡本清と）中央経済社
- 『検定簿記講義 1級工業簿記』（岡本清と）中央経済社
- 『検定簿記講義 2級工業簿記』（岡本清と）中央経済社
- 『自律的組織の経営システム　～　日本的経営の叡智　～』森山書店　2009年。

### 論文
- "Another Hidden Edge:Japanese Management Accounting",Harvard Business Review,July-August 1988
- "Management Accounting in Japan",Contorolling,November 1989
- "Restoring the Relevance of Management Accounting",Journal of Management Accounting Research,Fall 1991